# سد رایوا
سد رایوا (به پرتغالی: Barragem da Raiva) یک سد وزنی و نیروگاه برقابی در پرتغال است که در Penacova واقع شده‌است.